# Phlogophora gamoeënsis
Phlogophora gamoeënsis là một loài bướm đêm trong họ Noctuidae.